# Delta Lake (Wyoming)
Der Delta Lake ist ein See im Grand-Teton-Nationalpark im Westen des US-Bundesstaates Wyoming. Er liegt in der Schlucht Glacier Gulch südlich des Teewinot Mountain in der Teton Range auf einer Höhe von 2748 m. Der Teton Glacier an der Nordostflanke des Grand Teton sowie der Teepe Glacier entwässern sich durch die Schlucht in den Delta Lake und färben das Wasser des Sees türkis. Der See entwässert sich über einen namenlosen Bach und über die Glacier Falls in den Cottonwood Creek und später in den Snake River. Der See kann nur über einen unmarkierten Weg durch die Glacier Gulch erreicht werden, der am Lupine Meadows Trailhead im Tal Jackson Hole startet.

## Belege
1. ↑  Geonames: Delta Lake. Abgerufen am 17. April 2021.
2. ↑  Naturalatlas: Meadowlark Lake. Abgerufen am 17. April 2021 (englisch).
3. ↑  How to Hike Delta Lake in Grand Teton National Park. Abgerufen am 17. April 2021 (amerikanisches Englisch).